# Шарбе, Август Васильевич
 Август Васильевич Шарбе  (1790—1868) — доктор философии Виттенбергского университета, профессор римской словесности и древности в Казанском университете.

## Биография
Август Васильевич Шарбе родился в городе Либенау в Нижнем Лаузице в 1790 году).
Получив в 1813 году степень доктора философии Виттенбергского университета, Шарбе посвятил себя педагогической деятельности и в 1820-х годах был директором гимназии в Сарау (в Пруссии). Совет Казанского университета 22 декабря 1832 года избрал Шарбе ординарным профессором по кафедре римской словесности и древностей, которую он занимал в течение десяти лет. Статский советник (1840). В 1843 году, по болезни он вышел в отставку. Жил и умер в Казани.
А. В. Шарбе — автор ряда сочинений по классической филологии на немецком языке, напечатанных в бытность его директором гимназии в Сарау. На русском языке им была издана в Казани в 1856 году «Классическая филология».
В 1857 году был внесён с семьёй в 3-ю часть родословной книги Казанской губернии.

## Семья
Известность получили его сыновья: 
- Алкуин Августович (1823—1873) — доктор философии и древней филологии Казанского университета
- Ромунд Августович — директор училищ пензенской губернии
- Бакон Августович — доктор
- Эбенгард Августович — врач-окулист[4]